# Riedhausen
Riedhausen è un comune tedesco di 799 abitanti situato nel land del Baden-Württemberg.